# Bergi Vosganian
Bergi Vosganian (n. 9 iulie 1927, Galați – d. 24 iulie 2016, Focșani) a fost un oenolog român de origine armeană. Este tatăl lui Varujan Vosganian.

## Biografie
Bergi Vosganian s-a născut la 9 iulie 1927, la Galați. Câțiva ani mai târziu, împreună cu familia, s-a mutat la Focșani unde a trăit tot restul vieții sale.
Părinții săi erau născuți în Imperiul Otoman, fiind supraviețuitori ai genocidului îndreptat împotriva armenilor. Tatăl său, Garabet Vosganian, născut în Afyonkarahisar, a fost unul dintre slujitorii devotați ai Biserici Armene, ca dascăl și dirijor de cor, fiind și autorul unor transcripții muzicale din creațiile arhimandritului Komitas și ale lui Makar Yekmalian.  Mama sa, Arșaluis Terzian, născută la Constantinopol, a dat fiului său o educație aleasă, Bergi Vosganian având o stăpânire perfectă a limbii și grafiei armene.

## Decesul
Bergi Vosganian, tatăl fostului ministru liberal Varujan Vosganian, s-a stins din viață duminică, 24 iulie 2016, la vârsta de 89 de ani. Acesta se afla internat la Spitalul Județean Sfântul Pantelimon din Focșani.